# Skippinge Herred

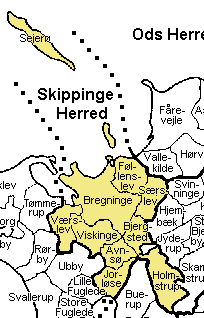
Skippinge Herred

Skippinge Herred was een herred in het voormalige Holbæk Amt in Denemarken. De herred wordt in Kong Valdemars Jordebog vermeld als Skyppingshæreth. In 1970 werd het gebied deel van de nieuwe provincie Vestsjælland. 

## Parochies
Skippinge omvatte tien parochies.
- Aunsø
- Bjergsted
- Bregninge
- Alleshave Kirkedistrikt
- Føllenslev
- Holmstrup
- Jorløse
- Sejerø
- Særslev
- Viskinge
- Værslev